# Milan Indoor 1984
Il Milan Indoor 1984 è stato un torneo di tennis giocato sul sintetico indoor. È stata la 7ª edizione del Milan Indoor, che fa parte del Volvo Grand Prix 1984. Si è giocato a Milano in Italia, dal 19 al 25 marzo 1984.

## Campioni

### Singolare
Stefan Edberg ha battuto in finale  Mats Wilander con il punteggio di 6–4, 6–2

### Doppio
Tomáš Šmíd /  Pavel Složil hanno battuto in finale  Kevin Curren /  Steve Denton con il punteggio di 6–4, 6–3